# Julio Caro Baroja
 (septembre 2013).
Si vous disposez d'ouvrages ou d'articles de référence ou si vous connaissez des sites web de qualité traitant du thème abordé ici, merci de compléter l'article en donnant les références utiles à sa vérifiabilité et en les liant à la section « Notes et références ».
Pour les articles homonymes, voir Caro et Baroja (homonymie).
Julio Caro Baroja, né le 13 novembre 1914 à Madrid et mort le 15 août 1995 à Bera, est un anthropologue, historien, linguiste, essayiste et académicien basque espagnol de langue espagnole. Il est considéré en Espagne comme l'initiateur de l'analyse historico-culturelle.
Il obtient en 1985 le Prix national des lettres espagnoles.

## Biographie
Fils de l'éditeur Rafael Caro Raggio et de l'écrivaine et ethnologue Carmen Baroja, neveu du romancier Pío Baroja et du peintre Ricardo Baroja, frère du documentaliste, ethnographe et écrivain Pio Caro Baroja, il est un élève de Telesforo Aranzadi, José Miguel de Barandiarán, Hermann Trimborn et Hugo Obermaier. Ces derniers vont le diriger vers des études en histoire et en ethnographie.
Il obtient un doctorat en Histoire ancienne à l'Université centrale de Madrid, où il exerce comme professeur. Il dirige plus tard le Museo del Pueblo Español de Madrid (Musée du peuple espagnol de Madrid).
En 1983, Julio Caro Baroja dirige la Revue internationale des études basques jusqu'à son décès en 1995. Académicien titulaire à l'Académie royale espagnole, Académie royale d'histoire et Académie de la langue basque, il reçoit le Prix Prince des Asturies de sciences sociales (1983), la Médaille d'or du mérite des beaux-arts (1984), le prix national des Lettres espagnoles (1985), le « prix international Menendez Pelayo » (1989) et le « Prix du Prince de Viana de la culture » (1989).
Fruit d'une formation académique et dès l'âge de 15 ans, ses premiers travaux traitent sur l'ethnographie, ainsi que sa thèse doctorale (1941) qui est à la base une trilogie sur les cycles festifs d'hiver (El carnaval, 1965), du printemps (La estación de amor, 1979) et de l'été (El estío festivo, 1984).
Pour différentes raisons, tant personnelles que circonstancielles, il s'est tenu loin des universités, excepté pendant deux courtes périodes, l'une à Coimbra (Portugal), et l'autre au Pays basque. Il a effectué de nombreux voyages en Espagne et l'étranger, avec des séjours prolongés aux États-Unis et en Angleterre (entre 1951 et 1953), se consacrant, comme il le dit parfois, « à ses tâches ».
Dans ses premiers livres, Julio Caro Baroja fait une synthèse de l'ethnologie en Espagne et en particulier celle du Pays basque : Los pueblos del norte de la península Ibérica (1943), Los pueblos de España (1946), Los vascos (1949).
Ses recherches sont en rapport avec des aspects technologiques qui viennent de l'époque où il dirigeait le Museo del Pueblo Español de Madrid. Parmi elles, il convient de souligner ceux consacrés aux charrues espagnoles (1949) et aux moulins à vent (1952), publiés dans la Revista de Dialectología y Tradiciones Populares, dont il sera le directeur pendant quinzaine années.
Son voyage au Sahara en 1952 a suscité un intérêt envers les minorités ethniques. Julio Caro Baroja publie Estudios saharianos (1955), un livre enrichissant sur un territoire africain sous domination espagnole. Los moriscos del reino de Granada (1957) et d'autres plus tard marquent le syncrétisme entre ethnographie et histoire. Fruit d'un travail intense de recherche dans les archives de l'Inquisition il publie Las brujas y su mundo (1961), son œuvre la plus connue, Vidas mágicas e Inquisición (2 vols., 1967) et, surtout, Los judíos en la España moderna y contemporánea (3 vols., 1961-1962). D'autres études sur des groupes ou des minorités opprimées nous donnent une vision des gitans, des mendiants ou des banditss vivant dans le pourtour méditerranéen.
Les essais ont aussi été nombreux, cordel (1969), Las formas complejas de la vida religiosa (Religión, sociedad y carácter en la España de los siglos XVI y XVII) (1978), La aurora del pensamiento antropológico. La Antropología en los clásicos griegos y latinos (1983) et La cara, espejo del alma. Historia de la fisiognómica (1987).
Dans les 18 volumes qui composent les Estudios vascos, il y a des monographies (La vida rural en Vera de Bidasoa, 1944 ; Los vascos. Etnología, 1949) et les ouvrages La hora navarra del XVIII (1969), Etnografía histórica de Navarra (3 vols., 1971-1972) et La casa en Navarra (4 vols., 1982). Sur le vieux royaume, et sur le Guipuscoa, il a aussi réalisé avec son frère Pío, deux films ethnographiques.
Dans son œuvre Los vascones y sus vecinos, il étudie l'ancienne histoire de deux peuples basques, les Vascons et les Aquitains. Dans ce livre, il y incorpore quelques nouveautés en affirmant que la langue qui se rapproche le plus au basque est celle parlée dans certains anciens foyers ethniques aquitains, y compris ainsi que dans l'ouest des Pyrénées.
Il a aussi écrit sur sa famille: Les Baroja où il parle de son oncle Pío Baroja, son autre oncle Ricardo le peintre, et sur toute sa famille.
Il est enterré à Bera (Navarre), où la famille Baroja possède une maison familiale appelée « Itzea », petit palais qu'avait acquis son oncle Pío.

## Œuvre

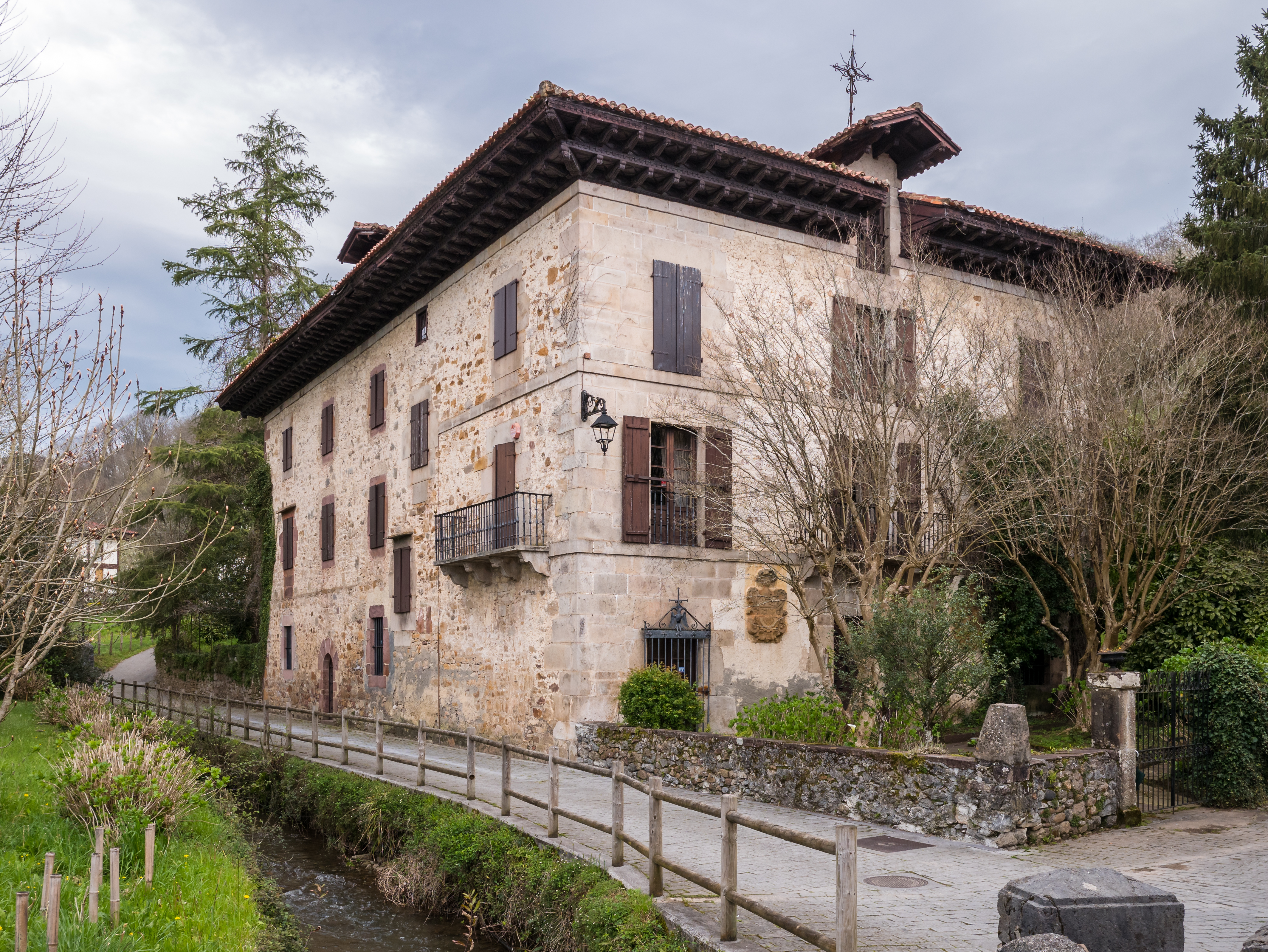
Sa maison « Itzea » à Bera.

- Estudios saharianos (1990) Ediciones Júcar,  (ISBN 84-334-7027-2)
- La aurora del pensamiento antropológico : la antropología en los clásicos griegos y latinos (1991) Consejo Superior de Investigaciones Científicas,  (ISBN 84-00-05438-5)
- La cara, espejo del alma: historia de la fisiognómica (1995) Círculo de Lectores, S.A.,  (ISBN 84-226-2307-2)
- La hora navarra del XVIII (1985) Gobierno de Navarra. Fondo de Publicaciones,  (ISBN 84-235-0675-4)
- Les sorcières et leur monde [« Las brujas y su mundo »]  (trad. Marie-Amélie Sarrailh), Paris, Gallimard, coll. « Bibliothèque des histoires », 1985 (1re éd. 1972), 304 p. (ISBN 2-07-028201-5, présentation en ligne), [présentation en ligne].
- Las formas complejas de la vida religiosa: religión, sociedad y carácter en la España de los siglos XVI y XVII [Obra completa] Círculo de Lectores, S.A.,  (ISBN 84-226-5299-4)
- Los judíos en la España Moderna y Contemporánea [Obra completa] Ediciones Istmo, S.A.,  (ISBN 84-7090-089-7)
- Los moriscos del reino de Granada (2003) Alianza Editorial, S.A.,  (ISBN 84-206-7860-0)
- Los vascos (1995) Ediciones Istmo, S.A.,  (ISBN 84-7090-010-2)
- Vidas mágicas e Inquisición [Obra completa] Círculo de Lectores, S.A.,  (ISBN 84-226-3395-7)
- Le Mythe du caractère national, méditation à rebrousse-poil, éditions Dufourg-Tandrup, Presses universitaires de Bordeaux, 2001, 104 p.  (ISBN 2-9505919-6-5) (BNF 37736467)